# 장순영
장순영(1951년 8월 6일~)는 조선민주주의인민공화국의 양궁 선수이다. 1976년 하계 올림픽에서 조선민주주의인민공화국 대표 선수로 참가했으며, 1978년 아시안 게임 여자 단체전에서 동메달을 획득했다.